# R Coronae Australis
R Coronae Australis (R CrA) – gwiazda zmienna znajdująca się w gwiazdozbiorze Korony Południowej w odległości około 420 lat świetlnych od Ziemi.
Gwiazda R Coronae Australis jest położona w centrum pobliskiego obszaru formowania nowych gwiazd. Jest ona otoczona delikatną mgławicą refleksyjną NGC 6729 o niebieskiej poświacie, zanurzoną w ogromnym obłoku pyłu. Gwiazda ta jest jedną z kilku bardzo młodych gwiazd w tym rejonie, charakteryzujących się dużymi zmianami jasności. W dalszym ciągu jest też otoczona obłokiem pyłu i gazu, z którego powstała.
Intensywne promieniowanie tych młodych, gorących gwiazd znajdujących się w tym rejonie oddziałuje z otaczającym je gazem. Skutkiem tego jest albo odbicie promieniowania, albo wzbudzenie gazu do świecenia. Te złożone procesy w zależności od właściwości samych gwiazd oraz ośrodka międzygwiezdnego są odpowiedzialne za barwę gwiazd. Jasnoniebieskie mgławice gwiazdy R Coronae Australis są skutkiem odbicia światła od drobin pyłu. Młode gwiazdy położone w tym rejonie mają masy zbliżone do masy Słońca, nie emitują więc wystarczającej ilości światła ultrafioletowego, by móc pobudzić otaczający je wodór do świecenia, a sam obłok nie świeci charakterystycznym, czerwonym światłem obserwowanym w innych obszarach produkcji gwiazd, takich jak Wielka Mgławica w Orionie.
Wyraźne ciemne pasmo przecinające ten obszar to miejsce, w którym światło powstających we wnętrzu obłoku gwiazd jest całkowicie pochłaniane przez pył.